# Saint-Loup (Pompaples)
Pour les articles homonymes, voir Saint-Loup.
Saint-Loup est un lieu-dit de la commune de Pompaples, dans le canton de Vaud (Suisse). Il est situé sur un plateau, au-dessus du village.
Il est connu pour son hôpital (qui fait partie depuis 2005 des Établissements Hospitaliers du Nord Vaudois), pour son école de soins (L'École de Soins et Santé Communautaire, ESSC), pour son institution de diaconesses et pour sa falaise, au bord des gorges du Nozon, où il est possible de faire de l'escalade sportive sur plus de 250 voies.

## Histoire du site
En 1852, l’Institution des Diaconesses fondée par le pasteur Louis Germond, s’installe dans l’ancien Hôtel des Bains du site de St-Loup. Les sœurs reçoivent des patients et s'occupent de la formation de soignantes.
En 1897, une souscription publique permet de créer un nouvel hôpital.
En 1985, l'hôpital de St-Loup et l’hôpital d’Orbe fusionnent. L'institution des Diaconesses, tout en restant propriétaire des édifices (conservés au titre de patrimoine architectural), quitte la direction de l’hôpital. Les deux hôpitaux rejoignent les Établissements Hospitaliers du Nord Vaudois en 2005.
En 2007 la construction d'une « chapelle d'été », initialement prévue seulement pour la durée des travaux de restauration du lieu de culte habituel des diaconesses de Saint-Loup, a donné lieu à la création d'un bâtiment en bois très orignal. Celui-ci, de type origami, a été conçu par l'architecte Yves Weinand, professeur et directeur du laboratoire de construction iBois de l'École polytechnique fédérale de Lausanne.